# マルタ・サギーは探偵ですか?
『マルタ・サギーは探偵ですか?』（マルタ・サギーはたんていですか?）は、野梨原花南/著・すみ兵/イラストによる日本のライトノベル。富士見ミステリー文庫（富士見書房）刊。長編は全7巻。ドラゴンマガジン増刊号のファンタジアバトルロイヤルに連載された短篇に書き下ろしを加えた『a collection of s.』は2巻まで刊行されている。
2014年、富士見L文庫（富士見書房）から全面改稿および再編集を施した復刊を開始。3巻までが紙書籍として、4巻が電子書籍として取り扱われた。鈴木次郎/表紙画。
2018年、富士見L文庫版の電子書籍としてのみ発売の4巻を、出版社との話し合いを経て、著者により一次同人誌として頒布。以降の巻も同人誌として頒布することになった。一次同人誌というと紛らわしいので『私家版 マルタ・サギーは探偵ですか?』と称される。アオキナリ/表紙画。

## ストーリー
マルタ・サギー（本名：鷺井丸太）は学校を辞めた日に迷い込んだ異世界のコンビニ「アーバーズ」で「名探偵」のカードを当てる。そこで知り合ったアウレカに騙され、「カード戦争」に登録させられてしまう。アウレカのおかげで日本には帰れたものの、「名探偵」のカードで「カード戦争」の主催者が誰かを解き明かそうとしたところ謎の存在を呼び出してしまい、異世界の町オスタスに飛ばされてしまう。その町オスタスでマルタは「名探偵」のカードを通して様々な人々と交流していくとともに、「カード戦争」や「賢者の石」を巡る謎に巻き込まれていくことになる。

## 用語
カード使い
「カード戦争」におけるプレイヤーを指す。カードの持ち主となり、「カード戦争」にエントリーして認められた者だけが参加できるとされる。また、「カード使い」とは一般には秘匿された存在で、その正体を知るものは極めて少ない。
ストラグル
「カード戦争」内での戦闘、すなわちカードバトルのことを指す。
カード戦争委員会
「カード戦争」のルールやプレイヤーの管理、イレギュラーカードの認定など、「カード戦争」全般を管轄する組織。
イレギュラーカード
「カード戦争委員会」がゲームの潤滑な進行に支障を来すと判断したカードのことを指す。マルタが持つ「名探偵」のカードもこれに該当する。

## 登場人物
マルタ・サギー（鷺井 丸太）
主人公。17歳。高校生だったが登下校がめんどくさいという理由で高校を辞めた。その後迷い込んだ異世界のコンビニ「アーバーズ」で「名探偵」のカードを手に入れたことが彼の人生を大きく変えることになる。
ドクトル・バーチ（マリアンナ・ディルベルタ）
本作のヒロインにして、マルタの好敵手。正体不明の怪盗ドクトル・バーチであると同時に、マリアンナ・ディルベルタという女性実業家としての顔も持つ。なぜかマルタのことをとても気に入っている。
リッツ・スミス
探偵助手。15歳。鳶色の髪と青灰色の瞳、顔にそばかすのある人間族の少年。働き者で苦労症。生活全般の世話もしている。実は、デアスミスの弟で、体内に「賢者の石」への手がかりとなるアテンダントを埋め込まれている。
ジョゼフ犬（ジョゼフィーヌ）
マルタの飼犬で、人犬族の少女。昼間は犬の姿だが、夜になると人間の少女の姿になる。マルタによって「ジョゼフ犬」と名付けられた。
ウィリアム・デアスミス
フィランシェ教室の一員。リッツの実兄。
クレイフル・ソーマンソー
通称・クレイ。医学生。オスタスへと飛ばされたマルタを拾う。
アウレカ・レーギーダ
カード使い。28歳。茶髪で褐色の肌、黄緑の目。特定カード「竜を召喚出来る剣士」を持つ。マルタを「カード戦争」に巻き込む。

## 既刊一覧
富士見ミステリー文庫
※富士見ミステリー文庫は2009年3月に刊行停止(事実上の廃刊)。現在はKindle版(2012/9/27～2013/5/8)で入手可能。
- マルタ・サギーは探偵ですか? (2003/12/15) (ISBN 4-8291-6233-3)
- マルタ・サギーは探偵ですか? a collection of s.1 (2004/7/7)(ISBN 4-8291-6258-9)
- マルタ・サギーは探偵ですか?2 冬のダンス (2005/3/9)(ISBN 4-8291-6294-5)
- マルタ・サギーは探偵ですか? a collection of s.2 (2006/4/15) (ISBN 4-8291-6343-7)
- マルタ・サギーは探偵ですか?3 ニッポンのドクトル・バーチ(2006/8/15)  (ISBN 4-8291-6362-3)
- マルタ・サギーは探偵ですか?4 恋の季節(2006/12/15)(ISBN 4-8291-6376-3)
- マルタ・サギーは探偵ですか?5 探偵の堕天(2007/7/15) (ISBN 978-4-8291-6394-8)
- マルタ・サギーは探偵ですか?6 オスタスの守護者(2008/2/15) (ISBN 978-4-829-16407-5)
- マルタ・サギーは探偵ですか?7 マイラブ(2008/8/25) (ISBN 978-4-8291-6411-2)

富士見L文庫
- マルタ・サギーは探偵ですか? I ～レド・ビァ事件～ (2014/11/15) (ISBN 978-4-04-070399-2)
- マルタ・サギーは探偵ですか? II ～名探偵と助手と犬・春から秋までの事件簿～ (2014/12/15) (ISBN 978-4-04-070400-5)
- マルタ・サギーは探偵ですか? III ～ドクトル・バーチ被毒事件～ (2015/4/15) (ISBN 978-4-04-070567-5)
- マルタ・サギーは探偵ですか? IV ～オスタスでのこまごまとした事件簿～ (2015/12/15)（ASIN B0192JV7VK）[Kindle版]

私家版
- 私家版 マルタ・サギーは探偵ですか? 4 オスタスでのこまごまとした事件簿（2018/3/18）
- 私家版 マルタ・サギーは探偵ですか? 5 ニッポンのドクトル・バーチ（2018/8/11）
- 私家版 マルタ・サギーは探偵ですか? 6 探偵の堕天（2018/10/7）
- 私家版 マルタ・サギーは探偵ですか? 7 マイラブ（2018/12/29）

## 漫画
ファンタジアバトルロイヤルでショートコミックが掲載されていた。富士見ミステリー文庫版のイラストレーターのすみ兵 作。
- ドクトル・バーチの変装大作戦（ファンタジアバトルロイヤル2006/5（春）号）
- 名探偵分裂事件（ファンタジアバトルロイヤル2006/8（夏）号）
- ドクトル・バーチの超多忙な日常（ファンタジアバトルロイヤル2007/5（春）号）

## 朗読ボイス
携帯サイトのFUJIMIオールスターズ（エンターブレイン配信）では朗読ボイスという4、5分程度のボイスデータが無料で配信されていた。
マルタ・サギーは探偵ですか? a collection of s.2の内容で、男性ボイスの担当は山本圭一郎、女性ボイスの担当は出野明日香。